# ميشيل فيرلي
ميشيل فيرلي (بالإنجليزية: Michelle Fairley)‏ مواليد 17 يناير 1964 في مقاطعة لندنديري، أيرلندا الشمالية، هي ممثلة أيرلندية شمالية بدأت مسيرتها الفنية عام 1988.

## المسيرة الفنية
ظهرت فيرلي في عدد من البرامج التلفزيونية البريطانية، بما في ذلك مشروع القانون، مدينة هولبي والحوادث كانت بعض أدوارها السابقة مثل كاثي مايكلز على المفتش مورس في حلقة بعنوان «الطريق من خلال وودز» ومثل نانسي فيلان في لفجوي في الحلقة 9 من الموسم 3 بعنوان «دخان الأنف الخاص بك».

## الأعمال

### أفلام
- الآخرون
- هاري بوتر ومقدسات الموت – الجزء 1
- صراع العروش
- فيلومينا
- المرأة الخفية

## روابط خارجية
- ميشيل فيرلي على موقع IMDb (الإنجليزية)
- ميشيل فيرلي على موقع روتن توميتوز (الإنجليزية)
- ميشيل فيرلي على موقع ألو سيني (الفرنسية)
- ميشيل فيرلي على موقع تيرنر كلاسيك موفيز (الإنجليزية)
- ميشيل فيرلي على موقع أول موفي (الإنجليزية)
- ميشيل فيرلي على موقع قاعدة بيانات برودواي على الإنترنت (الإنجليزية)
- ميشيل فيرلي على موقع قاعدة بيانات الأفلام السويدية (السويدية)
- ميشيل فيرلي على موقع إن إن دي بي (الإنجليزية)
- ميشيل فيرلي على موقع ديسكوغز (الإنجليزية)
- ميشيل فيرلي على موقع قاعدة بيانات الفيلم (الإنجليزية)